# DJCITY JAPAN

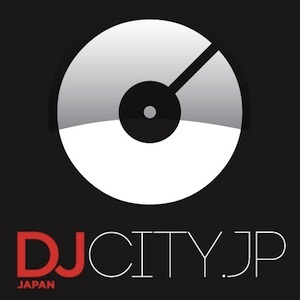
オフィシャルロゴ

DJcity（でぃーじぇーしてぃ）は、アメリカ合衆国カリフォルニア州カルバーシティに本社を置く、音楽配信サービス企業。
2006年からDJに最新音楽を配給するレコードプールを開始。主にヒップホップ、R&B、ハウス、エレクトロ、ロック、ラテン、ダブステップ等のクラブヒットからリミックス、ブレイクスなどMP3形式で配給。
2010年にDJCITY JAPANを設立。2012年よりレコードプール初の携帯アプリを起用。

## 特徴

### ブラウズ・購入
サービスは、ウェブサイトにて運営されている。DJのみ登録ができる。
DJソフトウェアである
TRAKTOR(Native Instruments)
SERATO(SERATO)
rekordbox(Pionner DJ)
Engine(DENON DJ)
djay(algoriddim)
などで利用可能。
90日間11000円
支払い方法は、クレジットカード・コンビニ決済で支払い
が可能。

### ラインナップ
2012年10月2日現在で1万曲の楽曲がダウンロード可能。

### フォーマット
楽曲は320kb/sのビットレートにエンコードされたMP3、または192kb/s。